# Villeneuve-de-Marsan
Villeneuve-de-Marsan là một xã, thuộc tỉnh Landes et la région Aquitaine. Xã này có diện tích 23,14 km2, dân số năm 2006 là 2306 người. Xã có cự ly 20 km về phía đông Mont-de-Marsan)

## Biến động dân số
| 1962                                         | 1968  | 1975  | 1982  | 1990  | 1999  | 2006  |
| -------------------------------------------- | ----- | ----- | ----- | ----- | ----- | ----- |
| 1 848                                        | 1 915 | 2 122 | 2 035 | 2 107 | 2 112 | 2 306 |
| Số liệu từ năm 1962, dân số không tính trùng |       |       |       |       |       |       |